# أنطونيو أوقستو فيريرا بينتو جونيور
أنطونيو أوقستو فيريرا بينتو جونيور (بالبرتغالية: Antonio Augusto Ferreira Pinto Júnior‏) هو لاعب كرة قدم برازيلي في مركز الوسط، ولد في 28 فبراير 1986 في ريو دي جانيرو في البرازيل. لعب مع أرسنال كييف والنادي الفيصلي وإستريلا دا أمادورا وموريرينسي ونادي أمريكا ونادي بانغو أتلتيكو ونادي فاسكو دا غاما ونادي فيلا نوفا.

## وصلات خارجية
- أنطونيو أوقستو فيريرا بينتو جونيور على موقع قاعدة بيانات كرة القدم.إي يو (الإنجليزية)
- أنطونيو أوقستو فيريرا بينتو جونيور على موقع Soccerway.com (الإنجليزية)